# Vila Smetana
Vila Smetana, původním jménem vila Strunz, stojí v ulici Krále Jiřího 7, č. p. 1096, ve čtvrti Westend v Karlových Varech. Projektovou dokumentaci vypracoval architekt R. Clauss z Erfurtu, stavba ve stylu eklekticismu pochází z roku 1900.
Vila byla prohlášena kulturní památkou, památkově chráněna je od 18. srpna 1995, rejstř. č. ÚSKP 10849/4-5036.

## Historie

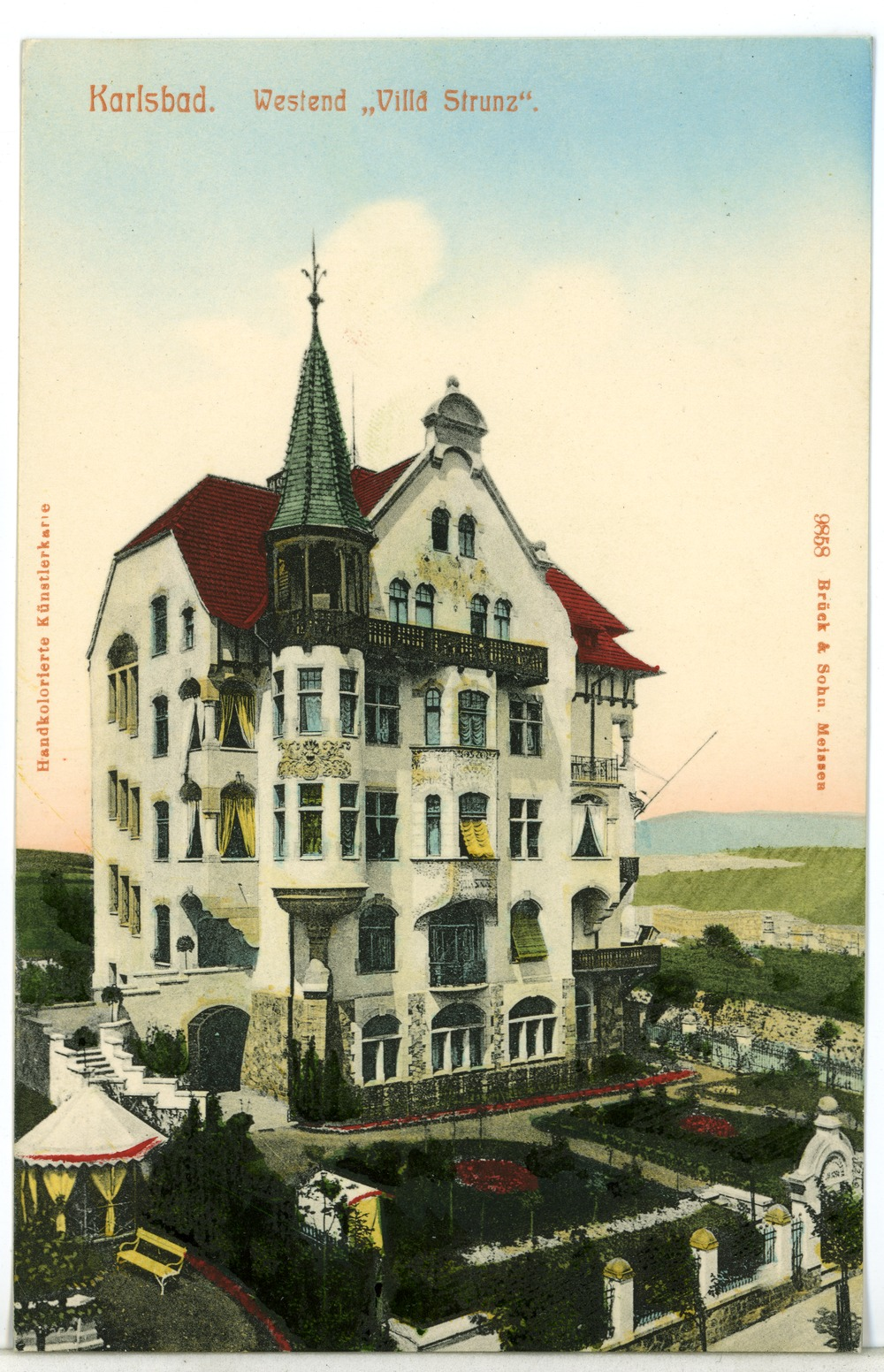
Vila Strunz v roce 1908

V roce 1898 zažádal karlovarský lázeňský lékař Wenzel Strunz o povolení k výstavbě vily. V letech 1899–1900 vypracoval architekt R. Clauss z Erfurtu projektovou dokumentaci a ještě v roce 1900 byla v tehdejší ulici Eduard Knoll-Strasse, dnes Krále Jiřího, zahájena stavba. Vila nesla jméno svého stavebníka Villa Strunz a sloužila k ubytování lázeňských hostů.
Po roce 1948 byla zestátněna a v této souvislosti pak i přejmenována.
Od roku 1995 je chráněna jako nemovitá kulturní památka České republiky.
V současnosti (únor 2021) je vila evidována jako objekt občanské vybavenosti ve vlastnictví společnosti Česká hotelová, a. s. Je funkčně propojena se sousedním objektem č. p. 1087 vilou Vyšehrad a společně jsou využívány jako lázeňský hotel Smetana-Vyšehrad.

## Popis

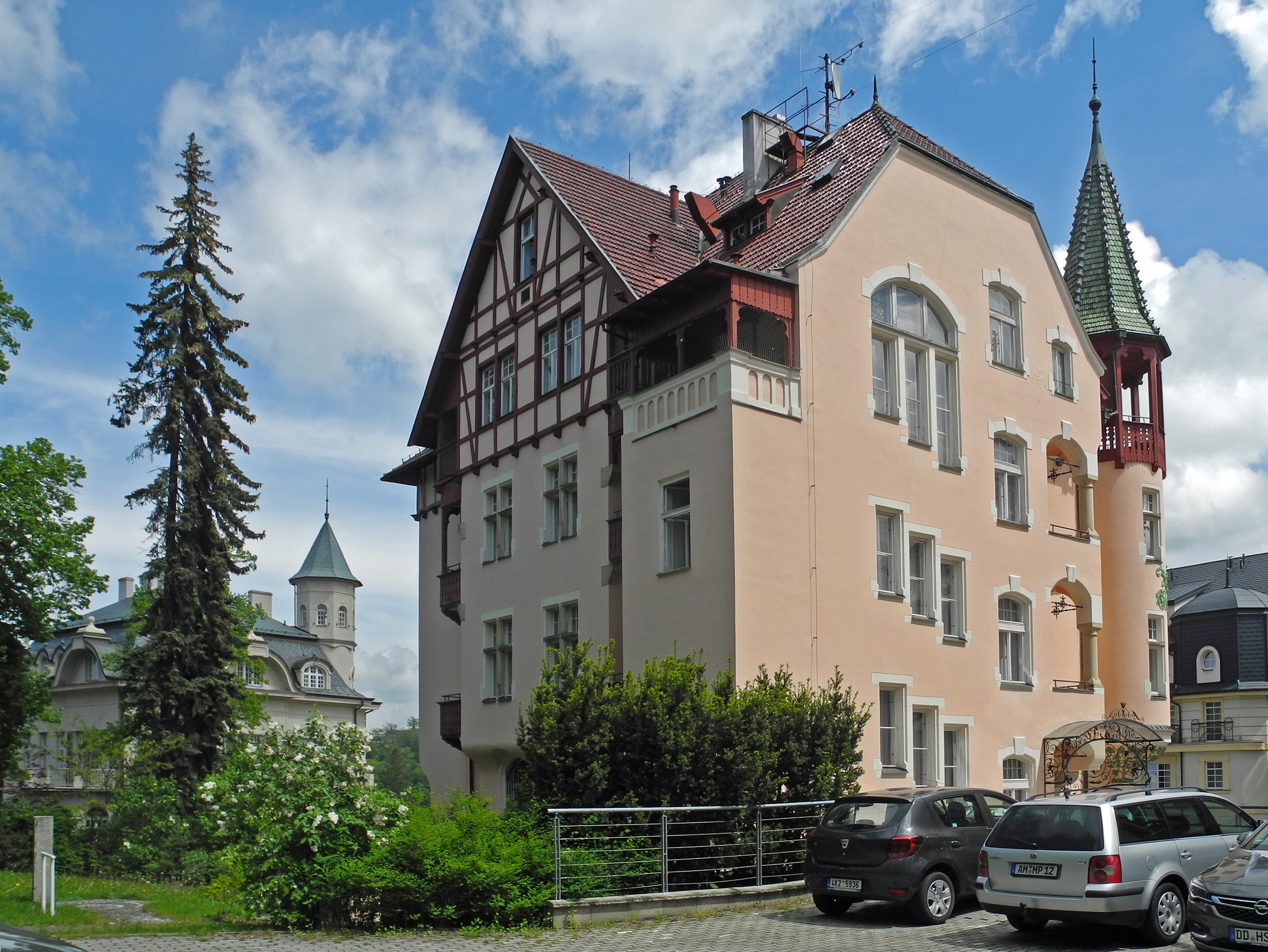
Pohled na vilu Smetana od JZ, v pozadí vlevo vila Becher, květen 2019

Budova stojí v ulici Krále Jiřího 7, č. p. 1096. Jedná se o třípatrovou stavbu na obdélném půdorysu s výrazně asymetrickou kompozicí. Nad vstupem je válcový věžovitý arkýř, který má na spodní části secesní rostlinnou výzdobu a nahoře je zakončen dřevěným ochozem a zastřešen osmibokou jehlanovou střechou. Ve střední části strany do ulice Krále Jiřího je široký výstupek zakončený vrcholícím štítem s ozdobnými koulemi. Ve výstupku je arkýř zdobený ve spodní části secesním dekorem větvoví. Mezi výstupkem a severním štítem je dřevěný lodžiový balkón. Též horní část severní štítové strany má balkóny s dřevěnou konstrukcí. Plochy fasád jsou hladké, pouze snížené přízemí je opatřeno kyklopským zdivem. Na střeše je pálená krytina – bobrovky, arkýř má na jihovýchodním nároží pálenou krytinu glazovanou v zeleném tónu.
Z původní stavby se zachovala řada umělecko-řemeslných prvků a architektonických detailů. Vstupní dveře s ozdobnou kovanou mříží mají stále historizující styl. Oproti tomu kovářské prvky v architektonických částech, např. prosklená železná pergola nad společenskou místností, ohrazení anglického dvorku i samotné oplocení pozemku, jsou secesní. Secesní dekor má i vnitřní schodiště s kovaným zábradlím. V interiéru se zachovaly i lítací dveře haly, vitráže ve společenské hale a schodiště s mramorovými parapety.